# Isidor Gansl
Isidor „Iszo, Isi“ Gansl, ungarisch Gansl Izidor (* 1896 in Budapest, Österreich-Ungarn; † 1938 in Wien) war ein österreichisch-rumänischer Fußballspieler auf der Position des Stürmers.

## Karriere
Iszo Gansl war einer von fünf Brüdern, die alle für den SC Hakoah Wien spielten. Im Jahr 1910 trat er der Schülermannschaft des erst im Jahr zuvor gegründeten Vereins bei, ehe er mit seinem Bruder Max den Sportclub Unitas gründete. Im Juni 1914 wechselte er zum Wiener AF, wo er sich bald von der Reserve in die erste Mannschaft spielte. Nach Kriegsbeginn rückte er zunächst bei den Deutschmeistern ein, in deren Mannschaft er auch spielte, ehe auf Grund seines Geburtsortes bei der ungarischen Armee einrücken musste. 
Nach Kriegsende blieb er in Budapest, wo er sich dem Ferencvárosi Torna Club anschloss. In der Saison 1918/19 spielte er in einer Angriffsreihe mit Alexander Neufeld und Mihály Pataki und erreichte den zweiten Platz hinter dem MTK Budapest. Im Sommer 1919 nahm der FTC an einem Praterturnier in Wien teil und mehrere Spieler nutzten dies, um bei Wiener Vereinen unterzukommen. Nachdem Gansl zunächst mit dem WAF in Verbindung gebracht wurde, kehrte er schließlich zu seinem Stammklub zurück, wohin auch sein älterer Bruder Jenő gewechselt war und ihm auch sein Klubkollege Neufeld folgen sollte.
In der folgenden Saison kämpfte die Hakoah um den erstmaligen Aufstieg in die höchste Spielklasse, wobei der schärfste Konkurrent die Germania Schwechat war. Entscheidend waren die direkten Auseinandersetzungen mit der Germania, die beide mit 2:1 gewonnen werden konnten und somit den Aufstieg in die erste Klasse ermöglichten. Die Hakoah erzielte in dieser Saison 107 Tore, davon entfielen 52 Tore auf Iszo und weitere 18 Tore auf Jenő Gansl. Im Februar 1920 wurde er in die niederösterreichische Auswahl einberufen und kam beim 1:1 gegen Süddeutschland zum Einsatz. Dies sollte jedoch sein einziger Einsatz in einer österreichischen Auswahl bleiben.
Die Hakoah konnte sich in der höchsten Spielklasse auf Anhieb etablieren und nach einem vierten Platz in der Debütsaison folgte im zweiten Jahr ein Kampf um die Meisterschaft, der erst am letzten Spieltag gegen den Wiener Sportclub verloren ging. Gansl war in diesen beiden Saisonen jeweils bester Torschütze der Hakoah. Zu seinen Stärken zählten insbesondere seine Durchschlagskraft, seine Ballbehandlung und das Kopfballspiel.
1923 verließ er die Hakoah und wechselte nach Rumänien zu Makkabi Czernowitz. Zwar konnte sich die Mannschaft in der Stadtmeisterschaft von Czernowitz nicht für die Finalspiele um die rumänische Meisterschaft qualifizieren, Gansls Leistungen führten jedoch zu einer Einberufung in die rumänische Fußballnationalmannschaft. So kam es, dass der Spieler, der weder für sein Geburtsland Ungarn noch für Österreich jemals ein A-Länderspiel bestritt, seinen einzigen Einsatz in einer Nationalmannschaft im Oktober 1923 für Rumänien absolvierte. Gegner war die Türkei und Gansl erzielte beim 2:2 beide Tore der Rumänen.
Nach Ablauf der Saison kehrte er nach Österreich zurück und schloss sich der Hakoah Graz an, wo er seine aktive Karriere ausklingen ließ. Mit einem dritten Platz in der steirischen Landesliga erreichte der Verein in Gansls erstem Jahr das beste Ergebnis in der Vereinsgeschichte. Als 1926 die Wiener Hakoah nach ihrer Amerikatournee ihre komplette Stürmerreihe verlor, war kurzfristig auch von einer möglichen Rückkehr Gansls zu seinem Stammverein die Rede, ein Beinbruch des Stürmers vereitelte dies jedoch.
Nach Ende seiner Spielerkarriere war Gansl auch als Trainer tätig. Bei einem Engagement in Tunis, wo er von 1929 bis 1934 die US Tunisienne betreute, zog er sich eine schwerwiegende Erkrankung mit Lähmungserscheinungen zu, der er einige Jahre später erlag.

## Erfolge
- 1 × Österreichischer Zweitliga-Meister: 1920
- 2 × Österreichischer Cup-Semifinalist: 1920, 1923
- 3 × Tunesischer Meister: 1930, 1931, 1933 (als Trainer)
- 1 Spiel und 2 Tore für die rumänische Fußballnationalmannschaft